# Adobe Creative Suite
Adobe Creative Suite (abreviado como CS) fue una colección de aplicaciones de software desarrolladas por Adobe Systems, destinadas principalmente al diseño gráfico, edición de video, desarrollo web y producción multimedia. Lanzada por primera vez en 2003, esta suite agrupó varios programas independientes de Adobe en paquetes integrados, con un sistema de licencias conjuntas. Adobe Creative Suite fue descontinuada en 2013 y reemplazada por Adobe Creative Cloud, un sistema basado en suscripciones.

## Historia
Su lanzamiento oficial se produjo en septiembre de 2003 con la introducción de Creative Suite 1, que integraba Photoshop, Illustrator, InDesign, GoLive y Acrobat. Esta iniciativa buscó consolidar en una sola plataforma las principales herramientas de la compañía, favoreciendo la interoperabilidad entre aplicaciones y la compatibilidad de archivos.
Durante su ciclo de desarrollo, Adobe publicó sucesivas versiones: Creative Suite 2 (2005), Creative Suite 3 (2007), Creative Suite 4 (2008), Creative Suite 5 (2010) y Creative Suite 6 (2012). Cada edición incorporó nuevas funciones, mejoras de rendimiento y soporte ampliado para sistemas operativos y tecnologías emergentes.

#### Transición a Creative Cloud
En 2011, Adobe anunció Adobe Creative Cloud, una nueva plataforma basada en un modelo de suscripción. Su lanzamiento oficial tuvo lugar en 2012. A diferencia del esquema de licencias perpetuas utilizado en Creative Suite, Creative Cloud proporcionaba acceso a todas las aplicaciones mediante pagos recurrentes y actualizaciones continuas.
En mayo de 2013, Adobe comunicó que dejaría de desarrollar nuevas versiones de Creative Suite para enfocarse exclusivamente en Creative Cloud. La nueva plataforma incluía además funciones adicionales como almacenamiento en la nube y herramientas de colaboración en línea.

#### Descontinuación
La última versión de la suite, Creative Suite 6, fue lanzada en mayo de 2012. Aunque Adobe continuó ofreciendo esta versión de manera limitada tras la llegada de Creative Cloud, en 2017 se suspendió oficialmente su comercialización para nuevos usuarios. Desde entonces, la compañía ha promovido exclusivamente el uso de Adobe Creative Cloud.

## Ediciones y componentes
Adobe Creative Suite fue distribuida en diferentes ediciones, cada una orientada a distintos tipos de usuarios y sectores profesionales. Las principales ediciones fueron:
- Design Standard: orientada a diseño gráfico e impresión. Incluía Photoshop, Illustrator, InDesign y Acrobat.
- Design Premium: además de los programas anteriores, incorporaba herramientas para diseño web como Flash Professional y Dreamweaver.
- Web Premium: dirigida a desarrolladores web, con aplicaciones como Dreamweaver, Flash, Fireworks y Photoshop Extended.
- Production Premium: enfocada en edición de video y postproducción, con software como Premiere Pro, After Effects, Audition y Encore.
- Master Collection: la edición más completa, que integraba todos los programas disponibles en las demás versiones.

Los programas incluidos podían variar ligeramente entre versiones y ediciones específicas. Además, todos los programas compartían el sistema Adobe Bridge para la organización de archivos y Adobe Device Central en versiones anteriores para pruebas en dispositivos móviles.